# 湖東三山
湖東三山（ことうさんざん）は、滋賀県湖東地方の西明寺、金剛輪寺、百済寺の三つの天台宗寺院の総称。琵琶湖の東側、鈴鹿山脈の西山腹に位置し、百済寺の南東に位置する永源寺と共に紅葉の名所として知られている。
| 山号   | 寺号                       | 本尊       | 開基           | 所在地             |
| ------ | -------------------------- | ---------- | -------------- | ------------------ |
| 龍應山 | 西明寺（さいみょうじ）     | 薬師如来   | 三修上人       | 犬上郡甲良町池寺   |
| 松峯山 | 金剛輪寺（こんごうりんじ） | 聖観音     | （伝）行基     | 愛知郡愛荘町松尾寺 |
| 釈迦山 | 百済寺（ひゃくさいじ）     | 十一面観音 | （伝）聖徳太子 | 東近江市百済寺町   |

室町時代には、敏満寺（犬上郡多賀町敏満寺）、大覚寺（東近江市大覚寺町）と合わせて湖東五山として栄えたが、応仁の乱や織田信長の焼き討ちによって衰退。敏満寺を除いて江戸時代以降それぞれ復興したが、そのなかで広い寺域を保ち、紅葉の名所として著名な西明寺・金剛輪寺・百済寺だけが湖東三山と称されるようになった。